# أويس مخللاتي
أويس مخللاتي (1986 -)، ممثل سوري

## حياته ومشواره المهني
ولد في دمشق، بدأ العمل والاعتماد على نفسه بسن مبكرة فعمل في محل تحف وهدايا بعمر الخامسة عشرة، كانت مهمته نقل البضاعة من وإلى المحل، إلى أن أسس عمله الخاص، فكان يشتري قطعا بالجملة ويعيد توزيعها على المحلات مستخدماً دراجته الهوائية، عند بلوغه السابعة عشرة من عمره ترك منزل والديه بعد مواجهات طويلة معهم واستأجر غرفة بحي باب توما في دمشق، وهناك وخارج أوقات العمل أصبح مهووساً بالقراءة، فأسس مكتبة صغيرة من مجموعة كتب كان يشتريها من على البسطات الموجودة تحت جسر الرئيس
علم حينها من أصدقاء له بأن هناك مكاناً لدراسة التمثيل وهو المعهد العالي للفنون المسرحية، إلا أنه يحتاج للحصول على الشهادة الثانوية ليتمكن من التقدم إليه"، ولكنه فشل في محاولته الأولى بابنجاح، فقرر الالتحاق بالخدمة العسكرية وهناك تقدّم من جديد لامتحان الثانوية ونجح، وقبل تسريحه من الجيش تقدم إلى المعهد المسرحي ونجح بفحص القبول، تخرج من قسم التمثيل في المعهد العالي للفنون عام 2012 بدأ العمل بالدوبلاج وهو طالب وحينها كان السبب مادياً، وشارك في الكثير من الأعمال التركية المدبلجة.
انطلاقته الفعلية كانت في مسلسل نص يوم مع المخرج سامر برقاوي بشخصية «جابر»
 وفي رمضان 2017 قدم الشخصية الأبرز في مسيرته وهي «صخر شيخ الجبل» في مسلسل الهيبة
عندما ساءت الأوضاع الأمنية في سورية اضطر إلى أن يغادرها إلى لبنان بشكل نهائي.

## أعماله

### في التلفزيون
- 1998:خان الحرير ج2
- 2013:ياسمين عتيق
- 2014:حلاوة الروح
- 2015 :العراب - نادي الشرق
- 2016 :نص يوم
- 2017 :شبابيك
- 2017 :الهيبة
- 2018 :الهيبة العودة
- 2019 :الهيبة الحصاد
- 2019 :دولار
- 2020 :الهيبة الرد

### في المسرح
- 2014: مسرحية «تيكيكارديا» إخراج جميل أرشيد
- 2014مسرحية «فوق الصفر» إخراج أسامة حلال
- 2012: مسرحية «عرش الدم» إخراج «جلال الطويل»
- 2011: مسرحية «راجعين» إخراج «أيمن زيدان»
- 2010 مسرحية «بانتظار المطر» إخراج «سامر عمران»
- 2010مسرحية «الآلية» من إخراج «مانويل جيجي».
- 2010: لوحة «مذكرات رجل نزق» ضمن فعاليات مهرجان الشارقة

### في الدبلجة التركية
- 2008-2015: مسلسل وادي الذئاب بصوت حكمت
- 2014مسلسل "العشق الأسود ًبصوت متين
- 2013-2015 مسلسل عائلة كارداغ بصوت غول علي

### في السينما
- 2018: مورين
- 2018: يوم أضعت ظلي

### في الإخراج
- 2013: مسرحية «مشروع ارتجال هيك»

## مشاركته في برنامج ديو المشاهير
عام 2018 شارك في برنامج ديو المشاهير لدعم إحدى الجمعيات الخيرية 

## جوائز
- 2016: جائزة أفضل ممثل مساعد باستفتاء «مجلة سيدتي» لبرامج ومسلسلات رمضان عن دوره في ممثل «نص يوم» مناصفة مع الممثل اللبناني وسام حنا عن دوره في مسلسل «يا ريت»  الإمارات العربية المتحدة[9]

## مشاركته في ديو المشاهير
في نوفمبر 2017 شارك في برنامج ديو المشاهير الموسم الخامس على شاشة إم تي في اللبنانية لدعم إحدى الجمعيات الخيرية 

## روابط خارجية
- أويس مخللاتي على موقع IMDb (الإنجليزية)
- أويس مخللاتي على موقع قاعدة بيانات الأفلام العربية